# Harpstedter Rautopf

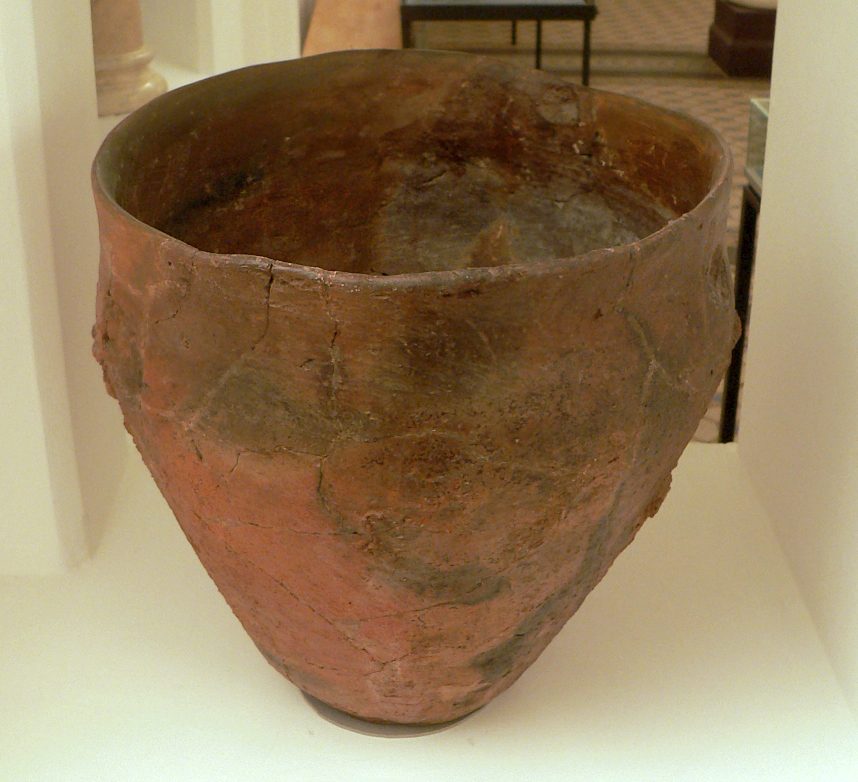
Harpstedter Rautopf, gefunden in Wilkenburg

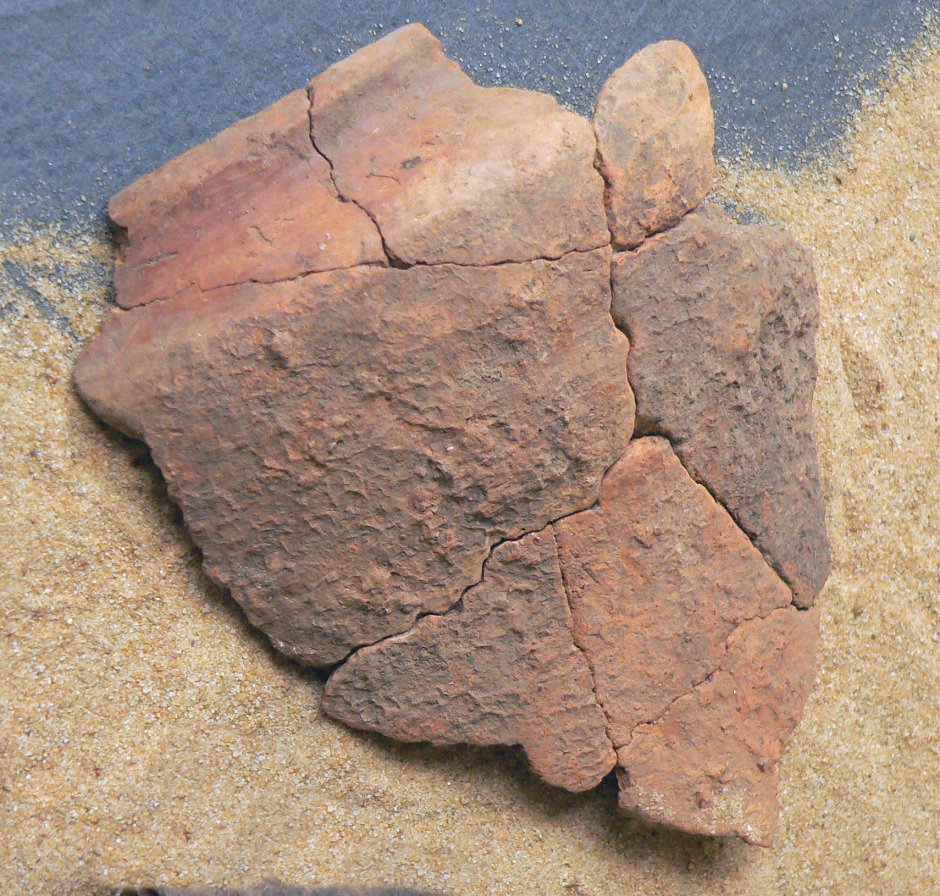
Teile eines Harpstedter Rautopfes aus der Eisenzeitlichen Siedlung bei Bantorf

Der Harpstedter Rautopf ist ein kennzeichnender Gefäßtyp der Harpstedt-Nienburger Gruppe aus der frühen Eisenzeit in Nordwestdeutschland. Es ist benannt nach einem Fundort in Harpstedt im Landkreis Oldenburg in Niedersachsen. Es gibt ihn in der älteren, breit ausladenden und jüngeren schlanken Form.

## Beschreibung
Die Wandung der aus stark gemagertem Ton aufgebauten Gefäße ist meist geraut. Die verhältnismäßig grobe Machart hat zur Bezeichnung Rautopf geführt. Rautöpfe besitzen als einzige Verzierung einen durch Fingernageleindrücke gekerbten Streifen unter dem Rand.
Das Verbreitungsgebiet ist verhältnismäßig geschlossen. Beide Varianten nehmen den Raum zwischen Aller und Niederrhein ein, wobei Fundkonzentrationen an der Mittelweser, u. a. in der Gegend der Holtum-Marsch, zu beobachten sind. Der Küstenstreifen zwischen unterer Ems und Unterweser erweist sich als nahezu fundleer. Die Aller wird nach Osten kaum überschritten. In Westfalen ist die jüngere Form 2 etwas häufiger als die ältere.
Die ältere Form kann in die Hallstattzeit Stufe (Ha C) bzw. Stufe (Ha D) datiert werden. Die jüngere Form folgt in jenem Abschnitt der vorrömischen Eisenzeit, der der süddeutschen Frühlatènezeit entspricht.